# Chwostkowate
Chwostkowate (Maluridae) – rodzina ptaków z rzędu wróblowych (Passeriformes), obejmująca 32 gatunki. Występują w Australii, na Nowej Gwinei i sąsiednich wyspach.

## Charakterystyka
Są to małe ptaki o krótkich dziobach, długich i grubych nogach oraz długim ogonie, który często trzymają uniesiony. Najczęściej przebywają na ziemi lub w zaroślach. 
Występuje dymorfizm płciowy, z wyjątkiem rodzaju Amytornis. Upierzenie różnorodne, zazwyczaj ma kolorystykę:
- u samców z rodzaju Malurus: jaskrawoniebieską, czerwoną, purpurową i białą
- u ptaków z rodzaju Amytornis: kasztanowoczarną i białą
- u większości pozostałych: brązową.

Gniazdo zwykle ma dach i wejście z boku. W lęgu 2–4 jaja, białawe z czerwonobrązowym cętkowaniem, wysiadywane przez 12–15 dni. Po około 10–12 dniach pisklęta opuszczają gniazdo.

## Podział systematyczny
Do rodziny należą następujące podrodziny:
- Malurinae Swainson, 1831 – chwostki
- Amytornithinae Mathews, 1946 – zielaki